# Europese weg 801
De Europese weg 801 of E801 is een weg die door Spanje en Portugal loopt.
Deze weg die begint in het Portugese Coimbra (aansluiting E1), loopt via de Portuguse IP 3 tot Viseu, waar de E80 wordt gekruist en de E801 verder loopt via de A24-IP 3. Na de passage door de Tunnel de Castro Daire wordt bij Vila Real de E82 gekruist om vervolgens vlak na Chaves (aansluiting E805) over de grens Spanje in te gaan, waar de E801 via de Spaanse N532 in Verín waar eindigt.